# AIK Fotbolls säsong 1904
1904 gick AIK till semifinal i SM-tävlingarna men slogs där ut av Djurgården med 3-2. I Klass 1 (arrangerad av Svenska Bollspelsförbundet) slutade AIK tvåa efter IFK Uppsala och fullföljde serien, till skillnad från föregående säsong.

## Klass 1
|   |               | S | V | O | F | GM | IM | MS  | P  |
| - | ------------- | - | - | - | - | -- | -- | --- | -- |
| 1 | IFK Uppsala   | 6 | 6 | 0 | 0 | 27 | 3  | +24 | 12 |
| 2 | AIK           | 6 | 4 | 1 | 1 | 19 | 9  | +10 | 9  |
| 3 | Stockholms IK | 6 | 4 | 0 | 2 | 8  | 13 | -5  | 7  |
| 4 | Östermalms IF | 6 | 2 | 1 | 3 | 14 | 13 | +1  | 5  |
| 5 | IF Swithiod   | 6 | 2 | 1 | 3 | 14 | 16 | -2  | 5  |
| 6 | IK Sleipner   | 6 | 1 | 0 | 5 | 5  | 21 | -16 | 2  |
| 7 | Mariebergs IK | 6 | 0 | 1 | 5 | 5  | 17 | -12 | 1  |

## Matcher
Alla matcher spelade 1904. AIK:s siffror först.
| Datum      | Stadion | Motståndare            | Resultat | Match | Publik |
| ---------- | ------- | ---------------------- | -------- | ----- | ------ |
| 29 maj     | Okänd   | IFK Uppsala            | 1-5      | SBK1  | Saknas |
| Okänd      | Okänd   | IK Göta                | Seger    | SM    | Saknas |
| Okänd      | Okänd   | Stockholms IK          | 3-1      | SM    | Saknas |
| Okänd      | Okänd   | Eskilstuna Godtemplare | 2-1      | SM    | Saknas |
| Okänd      | Okänd   | Djurgårdens IF         | 2-3      | SM    | Saknas |
| 7 augusti  | Okänd   | Mariebergs IK          | 3-1      | SBK1  | Saknas |
| 16 oktober | Okänd   | IF Sleipner            | 4-0      | SBK1  | Saknas |
| 23 oktober | Okänd   | Östermalms IF          | 2-2      | SBK1  | Saknas |
| 30 oktober | Okänd   | Stockholms IK          | 3-0      | SBK1  | Saknas |
| 6 november | Okänd   | IF Swithiod            | 6-1      | SBK1  | Saknas |

### Förkortningar
- SM = Svenska Mästerskapet
- SBK1 = Svenska Bollförbundets serie klass 1